# Акваратола (Терамо)
Акваратола (итал. Acquaratola) је насеље у Италији у округу Терамо, региону Абруцо.
Према процени из 2011. у насељу је живело 33 становника. Насеље се налази на надморској висини од 1049 м.